# Evert Nijland
Evert Nijland (1971) is een Nederlands beeldend kunstenaar die actief is als sieraadontwerper.

## Biografie
Nijland is opgeleid aan de Gerrit Rietveld Academie en het Sandberg Instituut te Amsterdam (1990-1995).
In zijn sieraden verwerkt Nijland materialen als zilver, glas, zijde, gietijzer, porselein, hout en edelstenen. Vaak is er een relatie met klassieke sieraden uit de zestiende en de achttiende eeuw.
Nijland geeft gastlessen aan onder meer de Gerrit Rietveld Academie en aan het Sandberg Instituut.

## Tentoonstellingen (selectie)
- 2011 - Evert Nijland, Introduction, Galerie Rob Koudijs, Amsterdam